# Cabot, Arkansas
Cabot, Arkansas là một thành phố lớn nhất quận Lonoke trong tiểu bang Arkansas, Hoa Kỳ. Thành phố có diện tích km2, dân số theo điều tra năm 2000 của Cục điều tra dân số Hoa Kỳ là 23.776 người, là thành phố lớn thứ 20 của tiểu bang, sau Van Buren. Nó là một phần của khu vực thống kê đô thị Little Rock–North Little Rock–Conway.
Cabot có thu nhập hộ gia đình cao nhất thứ ba trung bình ở Arkansas (sau khi Maumelle and White Hall).